# Reprezentacja Norwegii w piłce nożnej kobiet
Reprezentacja Norwegii w piłce nożnej kobiet – oficjalna drużyna reprezentująca Norwegię w rozgrywkach piłki nożnej kobiet.

## Mistrzostwa świata
- 1991 (2. miejsce)
- 1995 (mistrzostwo)
- 1999 (4. miejsce)
- 2003 (ćwierćfinał)
- 2007 (4. miejsce)
- 2011 (faza grupowa)
- 2015 (1/8 finału)
- 2019 (ćwierćfinał)
- 2023 (1/8 finału)

## Mistrzostwa Europy
- 1984 (runda przedeliminacyjna)
- 1987 (mistrzostwo)
- 1989 (2. miejsce)
- 1991 (2. miejsce)
- 1993 (mistrzostwo)
- 1995 (półfinał)
- 1997 (faza grupowa)
- 2001 (półfinał)
- 2005 (2. miejsce)
- 2009 (półfinał)
- 2013 (2. miejsce)
- 2017 (faza grupowa)
- 2022 (faza grupowa)
- 2025 (ćwierćfinał)

## Igrzyska olimpijskie
- 1996 (3. miejsce)
- 2000 (1. miejsce)
- 2004 (nie zakwalifikowała się)
- 2008 (ćwierćfinał)
- 2012 (nie zakwalifikowała się)
- 2016 (nie zakwalifikowała się)
- 2020 (nie zakwalifikowała się)
- 2024 (nie zakwalifikowała się)